# Hervormingspartij ORA
Hervormingspartij ORA (Albanees: Partia Reformiste ORA) is een politieke partij in Kosovo. Vaak wordt alleen de afkorting ORA gezegd, wat Albanees is voor het Uur. De Hervormingspartij ORA werd als Burgerlijst ORA (Albanees: Lista Qytetare ORA) opgericht in de zomer van 2004 door de Albanese publicist Veton Surroi.
ORA is voorstander van een onafhankelijk, vrij en democratisch Kosovo en nam net als andere Kosovo-Albanese politieke partijen geen deel aan algemene verkiezingen in Servië.
Bij de verkiezingen van 24 oktober 2004 won de partij 6,2 procent van de stemmen, dat goed was voor 7 zetels in het 120 zetels tellende parlement. Bij de verkiezingen van 17 november 2007 behaalde de partij 4,1% van de stemmen, wat niet voldoende was voor zetels in het parlement.